# القتشين عليا (مقاطعة تشرام)
القتشين عليا (بالفارسية: القچین علیا) هي قرية تقع في قسم الغتشين الريفي (مقاطعة تشرام) في إيران. يقدر عدد سكانها بـ 1,006 نسمة .